# François-Victor Hugo
François-Victor Hugo (født 28. oktober 1828 i Paris, død 26. december 1873 sammesteds) var en fransk forfatter. Han var søn af Victor Hugo og bror til Charles-Victor Hugo.
Hugo var medarbejder ved faderens blad, skrev en bog om øen Jersey (1857) og andre værker, samt oversatte Shakespeares dramaer (13 bind, 1860-64). 